# San Telmo (fartyg)
San Telmo var ett 74-kanoners linjeskepp i Spaniens flotta som sjösattes 1788.
Skeppet ingick 1819 i en spansk maritim expedition som under befäl av Rosendo Porlier y Asteguieta skulle förstärka de spanska styrkorna i Peru under de spanskamerikanska självständighetskrigen. De avseglade från hamnen i Cádiz den 11 maj 1819. Skvadronen råkade ut för ett kraftigt oväder när de korsade Drakes sund och San Telmo förlorade sitt roder och sina toppmaster. Trots att de bogserades av ett åtföljande skepp gav sig trossarna och fartyget förlorades, tillsammans med 644 officerare, soldater och sjömän. San Telmo siktades av det andra skeppet för sista gången den 2 september 1819 vid 62 grader söderut och 70 grader västerut.
En ankarstock och rundhult från skeppet hittades av säljägare 1820 på Livingstonön. Om någon ur San Telmos besättning överlevt förlisningen och tagit sig iland var de med största sannolikhet de första människorna att dö på Antarktis.
Ett röse på Half Moon Beach och en plakett på Gaviota Hill vid Cape Shirreff restes 1989 till minne av förlisningen. Minnesmärket är listat som HSM-59 på IPHC:s lista över historiska platser och kulturminnen i Antarktis.

## Byggnad
Skeppet ritades av José Joaquín Romero y Fernández de Landa som inspirerad av Jorge Juans idéer applicerade dessa på betydligt större skepp i kombination med de franska influenser det spanska skeppsbyggandet upplevt under 1770-talet och byggde prototypskeppet San Ildefonso, vilket sedan stod modell för ytterligare sex skepp. Det första av dessa var San Telmo som byggdes 1788 vid Reales Astilleros de Esteiro i Ferrol.
San Telmo var en tvådäckare och förde en bestyckning om 74 kanoner, skeppet var 52 meter långt, 14,5 meter brett och hade ett djupgående på 7 meter. Skeppet hade ett deplacement på cirka 2 750 ton och var byggt för en besättning på cirka 500 man i fredstid och cirka 700 man i krig.

## Tjänstgöring
San Telmo togs i tjänst i den spanska flottan 1789 och genomförde ett flertal sjöprover mellan den 7 april och 26 september som en del av en utvecklingseskader under befäl av Félix de Tejada. 1790 flyttades San Telmo till Escuadra del Océano under befäl av marqués del Socorro med hemmahamn i Ferrol.
1799 flyttades San Telmo till Escuadra del Mediterráneo under José de Mazarredo Salazar i Cartagena och deltog mellan 1808 och 1810 i striderna under spanska självständighetskriget mot de fransk-korsikanska styrkorna i Medelhavet.

### División del Mar del Sur
Skeppet ingick 1819 i en maritim expedition döpt till División del Mar del Sur, vars syfte var att transportera trupper, totalt 1400 soldater, och resurser till Callao i Perus vicekungadöme för att stärka de rojalistiska styrkorna under de spanskamerikanska självständighetskrigen.
Expeditionen hade svårigheter redan när den inleddes, de kunde bland annat inte hitta en befälhavare, flera personer vägrade att leda expeditionen, antagligen på grund av de tillgängliga fartygens dåliga tillstånd och det faktum att man blev tvungen att avlösa befälhavaren i den peruanska huvudstadens hamn. Till slut tillföll uppdraget brigadör Rosendo Porlier y Asteguieta, född i Lima och veteran från slaget vid Trafalgar. Trots att han accepterat uppdraget var han pessimistisk till det och sade adjö till sin vän kapten Francisco Espelús med orden: “Adiós, Francisquito, probablemente hasta la eternidad.” ("adjö Francisquito, antagligen för evigt")
División del Mar del Sur utgjordes av fyra skepp, flaggskeppet San Telmo under kapten Joaquín de Toledo åtföljdes av linjeskeppet Alejandro I, köpt från Ryssland året innan (tidigare namn Dreszden), under kapten Antonio Tiscar y Pedrosa, fregatten Prueba under Melitón Pérez del Camino samt det beväpnade handelsskeppet Primorosa Mariana under Joaquín Blanco.
Den 11 maj 1819 satte expeditionen segel, med undantag för Alejandro I som försenades en dag på grund av ett havererat gångspel. De fortsatte till ekvatorn, där den första storm expeditionen genomled gjorde att den redan läckande Alejandro I började ta in så mycket vatten att Porlier tvingades beordra skeppet att återvända till Cádiz. De tre andra skeppen fortsatte sin resa söderut via Rio de Janeiro och Montevideo innan de i slutet av augusti inledde korsandet av Drakes sund. Under rundandet av Kap Horn orsakade hårda vindar och dåligt väder att expeditionen hamnade mycket långt söderut. Ovädret ledde också till att San Telmo förlorade sitt roder och sina toppmaster, vilket gjorde att skeppet inte längre kunde navigera. Primorosa Mariana försökte bogsera skeppet men trossarna som band skeppen samman kunde inte stå emot de hårda vindarna.
De två andra skeppen fullföljde båda sin resa och ankom till Callao i början av oktober, med sju dagars mellanrum (Prueba den 2 oktober och Primorosa Mariana den 9 oktober). Kaptenen för Primorosa Mariana rapporterade där att San Telmo siktats för sista gången den 2 september 1819 vid 62 grader söderut och 70 grader västerut, en punkt där strömmar och vindar leder mot norra Livingstonön.

## Efter försvinnandet
Vid tiden var det vanligt att förklara saknade sjömän som döda efter ett år utan nyheter, men San Telmo förklarades officiellt förlorat och de 644 officerare, soldater och sjömän som fanns ombord dödförklarades först nästan tre år senare, den 6 maj 1822, efter krav från officerarnas änkor som ville få tillgång till sina pensioner.
En ankarstock och rundhult från skeppet hittades av brittiska säljägare under kapten William Smith 1820 i Shirreff Cove på Livingstonön. Senare samma år rapporterade även James Weddell fynd av vrakdelar samt tecken på att överlevande från ett skeppsbrott hade bott under en period på ön.
I början av 1990-talet organiserades tvärvetenskapliga undersökningar av spanska och chilenska arkeologer, geologer och sjömän med målsättningen att finna resterna av San Telmo. De katalogiserade olika magnetiska anomalier på havsbottnen som kunde vara rester av kanoner och ankare och på land hittades föremål som metallrester, skor och trä. Fynden var dock tvetydiga eftersom det inte fanns något objekt som direkt kunde hänföras till skeppet.

## Uppkallat efter San Telmo
Flera platser runt Livingstonön har uppkallats efter San Telmo, bland annat ön Telmo Island, viken Porlier Bay (efter befälhavaren) och ön Toledo Island (efter kaptenen). Även fiskarten Santelmoa carmenae och dess släkte har uppkallats efter skeppet.